# Conches-en-Ouche
Conches-en-Ouche település Franciaországban, Eure megyében. Lakosainak száma 4860 fő (2022. január 1.). Conches-en-Ouche Beaubray, Burey, Louversey, Nagel-Séez-Mesnil és Le Val-Doré községekkel határos.

## Népesség
A település népességének változása:
| Lakosok száma | 3534 | 3854 | 4009 | 4982 | 5097 | 5054 | 5030 | 4995 | 4950 | 4860 |
|               | 1968 | 1982 | 1990 | 2006 | 2013 | 2015 | 2017 | 2019 | 2020 | 2022 |